# Politorium
Politorium est une antique ville latine située près de Rome (dans l'actuelle zone de Castel di Decima) qui fut prise d'assaut par Ancus Martius.

## Historique
Ancus Martius leva une armée et entra en campagne. Il prit d'assaut la ville de Politorium et déplaça l'ensemble de la population à Rome, sur la colline de l'Aventin.
Plus tard, Politorium fut de nouveau reprise par les armes car elle était occupée par les Anciens Latins. Les Romains détruisirent la ville pour qu'elle ne puisse plus servir de base à leurs ennemis.